# Herent
Herent este o comună în provincia Brabantul Flamand, în Flandra, una dintre cele trei regiuni ale Belgiei. Comuna este formată din localitățile Herent, Veltem-Beisem și Winksele. Suprafața totală este de 32,73 km². Comuna Herent este situată în zona flamandă vorbitoare de limba neerlandeză a Belgiei. La 1 ianuarie 2008 comuna avea o populație totală de 19.563 locuitori.